# شیخلر (جلیل‌آباد)
شیخلر (به ترکی آذربایجانی: Şıxlar) یک منطقه مسکونی در جمهوری آذربایجان است که در شهرستان جلیل‌آباد واقع شده‌است.

## جمعیت
شیخلر ۵۱۷ نفر جمعیت دارد.